# هه پینگ‌پینگ
هه پینگ‌پینگ (چینی: 何平平; پین‌یین: Hé Píngpíng) ‏ (۱۳ ژوئیه ۱۹۸۸–۱۳ مارس ۲۰۱۰)
یک شهروند اهل چین بود که بر اساس رکوردهای جهانی گینس کوتاه‌ترین مرد جهان به حساب می‌آمد و توانایی راه رفتن داشت.
او قدی در حدود ۷۴ سانتی‌متر داشت.